# Clichy – Montfermeil (stanice metra v Paříži)
Clichy – Montfermeil je plánovaná stanice pařížského metra na lince 16, která se bude nacházet na hranici měst Clichy-sous-Bois a Montfermeil v departementu Seine-Seint-Denis. Stanice bude napojena na tramvajovou linku 4.

## Vývoj
Podle Société du Grand Paris byl výběr místa proveden ve spolupráci s obcemi Clichy-sous-Bois a Montfermeil. Zvolené řešení navrhuje lokalitu na hranici obou měst poblíž stanice tramvajové linky 4, na budoucím náměstí ohraničeném promenádou Dhuys.
Návrh stanice byl svěřen barcelonské architektonické agentuře Miralles Tagliabue a Bordas+Peiro.
Umělec JR vytvoří pro stanici dílo ve spolupráci s architekty Benedettou Tagliabue a Bordas + Peiro. Půjde o fresku na keramických dlaždicích složenou z 800 fotografií obyvatel Clichy-Montfermeil pořízených v roce 2016.
Stanice bude mít také na svých nástupištích fresku od Benoîta Guillauma.
Přípravné práce začaly v prosinci 2016.
Stavbu stanice provádí skupina Egis Rail / Tractebel. Stavební inženýrské práce stanice byly svěřeny firmě Salini Impregilo. Dokončení stanice je plánováno na rok 2026.